# Hydractinia meteoris
Hydractinia meteoris är en nässeldjursart som beskrevs av C.E. Hugo Thiel 1938. Hydractinia meteoris ingår i släktet Hydractinia och familjen Hydractiniidae. Inga underarter finns listade i Catalogue of Life.